# أسبك (طعام)
الهلام اللحمي أو الأَسْبِك (بالإنجليزية: Aspic) طبق تغمر مكوناته في الجيلاتين المصنوع من مرق اللحم أو الحساء. وقد يُشار إليه باسم أسبك جيلي (aspic gelée) أيضاً. ويطلق غالباً اسم سلطات الجيلي على الأطباق الحلوة ذات الطعم غير اللاذع، التي تُصنّع غالباً من مزيج من الجيلاتين التجاري بدون مرق أو حساء، في الولايات المتحدة أو قد تسمى سلطات الجيلاتين في أماكن أخرى.

## تاريخه
تاريخياً، كانت قطع لحم الأسبك تصنع قبل قطع الأسبك ذات نكهة الفواكه والخضروات أو الهلام (في المملكة المتحدة) والجيلاتين (في شمال أمريكا). بحلول العصور الوسطى على أقصى تقدير، اكتشف الطهاة أنه يمكن تحويل مرق اللحم الكثيف إلى جيلي. عُثر على وصفة مفصلة لعمل الأسبك ضمن وصفات لو فياندييه، كُتبت في أو حوالي 1375.
في أوائل القرن التاسع عشر، ابتكر ماري-أنتوني كاريم طبق  تشود-فرويد (chaud froid) في فرنسا. الذي يعني «ساخن بارد» بالفرنسية، في إشارة إلى الأطعمة التي تُطهى ساخنة وتقدم باردة. استُخدم هلام أسبك كمرق توابل حار بارد في العديد من وجبات الأسماك والدواجن الباردة. أضاف المرق رطوبة ونكهة للطعام. ابتكر كاريم أنواعاً مختلفة من أنواع هلام الأسبك وطرق تحضيرها. عندما يستخدم هلام الأسبك لتماسك اللحوم، فإنه يحميها من التعفن. حيث يطرد الجيلاتين الهواء والبكتيريا ويبقي اللحوم المطبوخة طازجة.
ظهر هلام الأسبك في أمريكا في أوائل القرن العشرين.:514 بحلول الخمسينيات من القرن الماضي، كان هلام لحم الأسبك مشهوراً كطبق عشاء أساسي في جميع أنحاء الولايات المتحدة وكذلك أطباق أخرى مصنوعة من الجيلاتين مثل أسبك الطماطم.:292 اعتاد الطباخون أن يستعرضوا مهاراتهم الجمالية من خلال ابتكار أطباق هلامية إبداعية.

## إعدادات طهيه

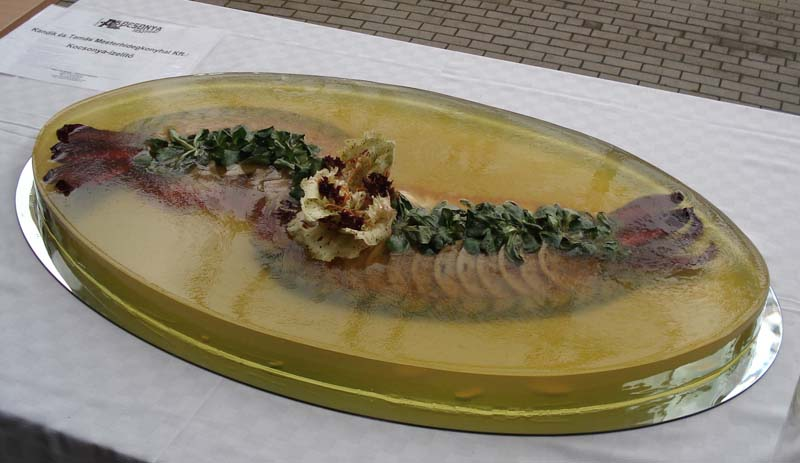
سمك أسبك هلامي

عندما يبرد المرق الناتج من اللحم، فإنه يتخثر بسبب الجيلاتين الطبيعي الموجود في اللحم. يمكن للمرق أن يصفى بواسطة زلال البيض، ثم يُضاف له الحشو والنكهات قبل تقديمه. يمكن تقريباً وضع أي نوع من المواد الغذائية في الهلام. لكن الأنواع الأكثر شيوعاً هي قطع اللحوم والفواكه أو الخضروات. ويُقدم الهلام عادةً على أطباق باردة حتى لا يذوب قبل تناوله. يُسمى جيلي اللحم الذي يحوي الكريمة اسم تشود-فرويد (chaud-froid).
يمكن استخدام أي أنواع من اللحوم تقريباً (مثل الدواجن أو السمك) في صنع الجيلاتين. قد يحتاج الأسبك إلى جيلاتين إضافي لضبطه بشكل صحيح. يوفر مرق العجل (خصوصاً، الناتج من أقدام العجول المغلية) قدر كبير من الجيلاتين ولأجل صُنع المرق، غالباً ما يُضاف لحم العجل مع اللحوم الأخرى لهذا السبب. وبالنسبة لمرق الأسماك فيحوي كمية ضئيلة من الجيلاتين الطبيعي، لذلك فإن مرق الأسماك يُطهى مرتين أو يكون مُلحقاً مع مرق آخر. ونظراً لأن الجيلاتين السمكي قابل للذوبان عند درجة حرارة أقل من الجيلاتين في اللحوم الأخرى، فإن الأسبك السمكي يُعد أكثر نعومة ويذوب في الفم بسهولة.
عادة ما يحتاج مرق الأسماك إلى الجيلاتين الإضافي للحفاظ على شكل مصبوب. أما الخضروات فلا تحتوي أي جيلاتين طبيعي.

## استخدامات الطهي
قد يكون هلام الأسبك عديم اللون (أسبك أبيض) أو يحتوي على درجات مختلفة من اللون الكهرماني. يمكن استخدام الأسبك لحماية الطعام من الهواء ولإعطاء الطعام نكهة أكثر، أو لاستخدامه كتزيين.
هناك ثلاثة أنواع من الأسبك: نوع رقيق ونوع قابل للتقطيع على شكل شرائح أو نوع غير صالح للأكل. النوع الرقيق يكون طرياً. أما النوع القابل للتقطيع فيجب أن يصنع في خليط من اللحوم أو في قالب للأسبك وهو أكثر صلابة من النوع الرقيق. أما بالنسبة للنوع غير الصالح للأكل فهو غير قابل للاستهلاك. وعادةً ما يقدم للزينة. غالباً ما يستخدم الأسبك لطلاء قطع الطعام خلال مسابقات الطهي لإعطاء لمعاناً للأطعمة وجعلها أكثر جاذبية للعين. وللأطعمة التي تُغمر في هلام الأسبك لمسة بريق ختامية لتبدو بمظهر رائع. يمكن تقطيع الأسبك إلى أشكال مختلفة ويمكن استخدامه كزينة للحوم أو للباتيه.

## هلاملحم الخنزير

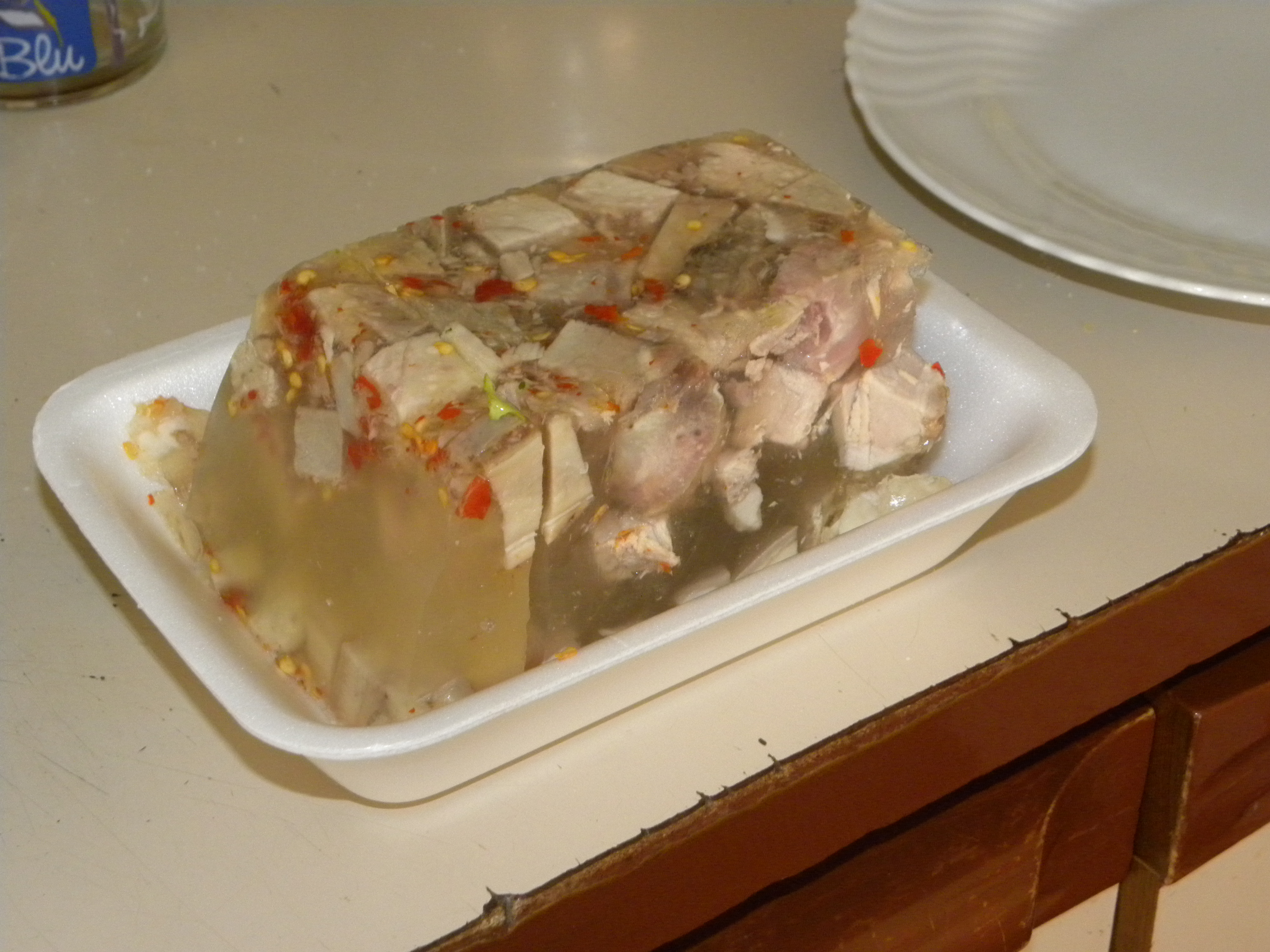
هلام لحم الخنزير

هلام لحم الخنزير عبارة عن شراب مصنوع من لحم الخنزير منخفض القيمة، مثل الأرجل، التي تحتوي على نسبة كبيرة من الأنسجة الضامة. ويعتبر هلام لحم الخنزير من المقبلات الشهيرة وفي الوقت الحاضر، يجرى إعداده أحياناً بطريقة أكثر عصرية باستخدام اللحوم الخالية من الدهون، مع أو بدون بقايا لحم الخنزير التي يتم استبدالها بالجيلاتين الذي يُشترى من المتجر. ويحظى هذا النوع من الهلام بشعبية كبيرة في كرواتيا (خاصة في شمال غرب البلاد حيث يطلق عليه «hladetina أو hladnetina»/هالديتينا أو هالدنيتنيا«وفي صربيا يسمى»пихтије/بختجي«وفي بولندا يسمى»galareta/غالاريتا«وفي كلاً من رومانيا ومولدوفا يسمى»piftie ,răcitură/ بيفتي، رتشيتورا«وفي إستونيا»sült/سولت«وفي لاتفيا»aukstā gaļa/أكوستا غايا«وفي ليتوانيا»šaltiena/شالتينا«وفي سلوفاكيا»huspenina ,studeno/ستودينو، هوسبينينا«وفي المجر»kocsonya/كوتشانيا؛ وقد يشير الاسم أيضاً إلى أنواع أخرى من هلام اللحوم الأخرى) وفي اليونان «πηκτής/بيكتيس» وفي أوكرانيا كان يسمى في الأصل «холодец/خولوديتس» ولكن منذ 1930 أجبرت على استخدام الكلمات الروسية فيما عدا مجتمع الشتات الأوكراني حول أنحاء العالم. أما في روسيا وبيلاروسيا وأوكرانيا يسمى «холодец ,холодне/خولودني، خولوديتس» خلال عيد الميلاد أو عيد الفصح. وفي روسيا فإن هلام خولوديتس يعتبر طبقاً تقليدياً في فصل الشتاء خاصة خلال عيد الميلاد ورأس السنة الجديدة حيث يأكل مع طبق تشرِن (عجينة الفجل الحار) أو صلصة الخردل. ويطلق عليه في فيتنام «thịt nđu đông/تيت إندو دونغ» خلال السنة القمرية الجديدة. كما يجرى حفظ اللحوم في فطائر لحم الخنزير باستخدام نفس الهلام.

### إعداده
يشتمل تحضير هلام لحم الخنزير على وضع لحم الخنزير الخالص (بدون دهن)، أقدامه، جلده، أذنيه، إضافة إلى منخره في وعاء من الماء البارد، مع تركه يغلي على نار بطيئة لمدة ثلاث ساعات. ثم يُسمح بتبريد المرق، مع إزالة أي دهون غير مرغوب فيها. بعد ذلك، يمكن إضافة الخل الأبيض وعصير نصف برتقالة أو ليمونة إلى اللحم على نحو يجعله محفوظاً. ثم يُسمح للخليط بأكمله بالتبريد حتى يتخثر. يمكن إضافة أوراق الغار أو الفلفل الحار إلى المرق لمزيد من الذوق (في المطبخ الروماني يضاف الثوم بدون الخل أو عصير البرتقال والليمون والفلفل الحار وأوراق الغار، إلى آخره). ومع ذلك، هناك العديد من الطرق البديلة لإعداد هلام لحم الخنزير، مثل استخدام الكرفس واللحم البقري وحتى عظام الخنازير. يجري إعداد هلام الدواجن بنفس طريقة إعداد هلام لحم الخنزير، لكن مع إضافة كمية أقل من المياه لتعادل انخفاض كمية الجيلاتين الطبيعي.

## بختيجي

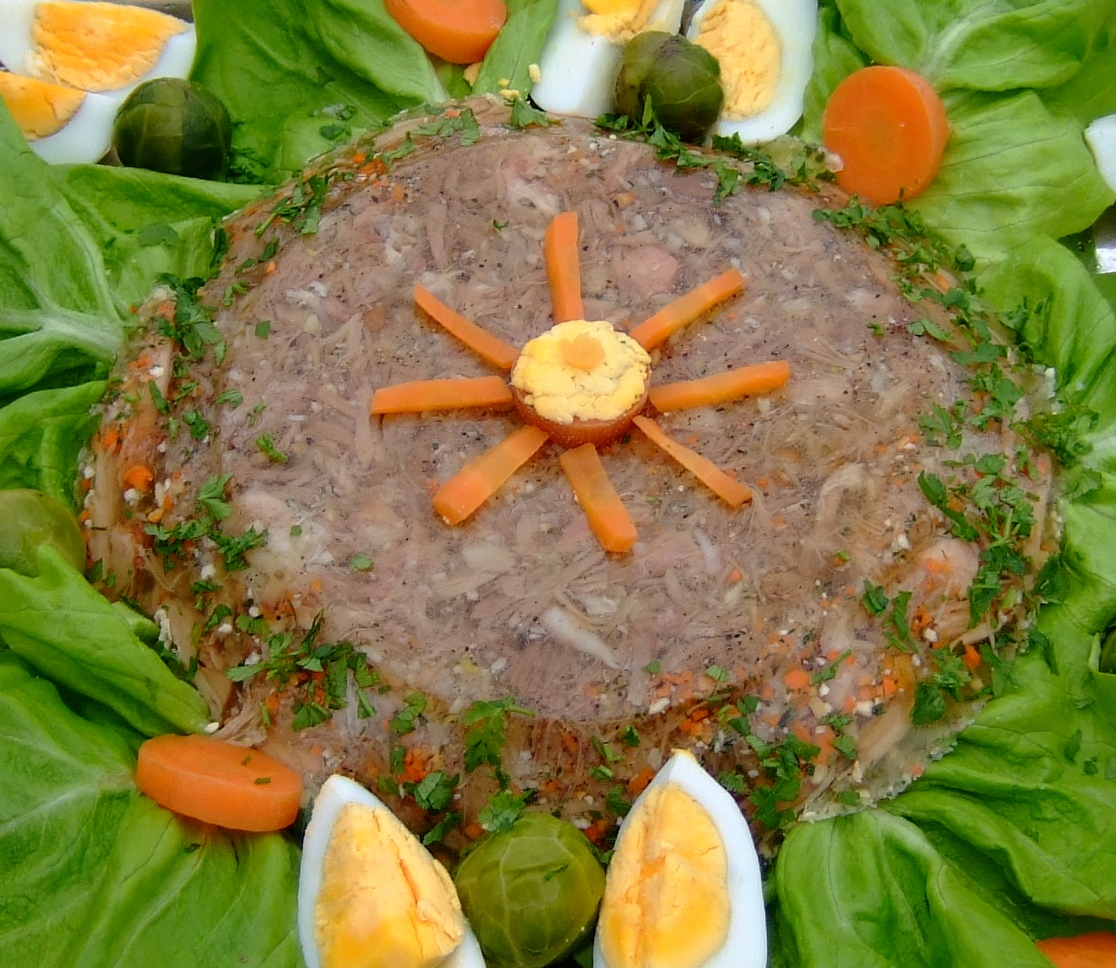
طبق بختيجي مُقدم على أوراق الخس مع البيض

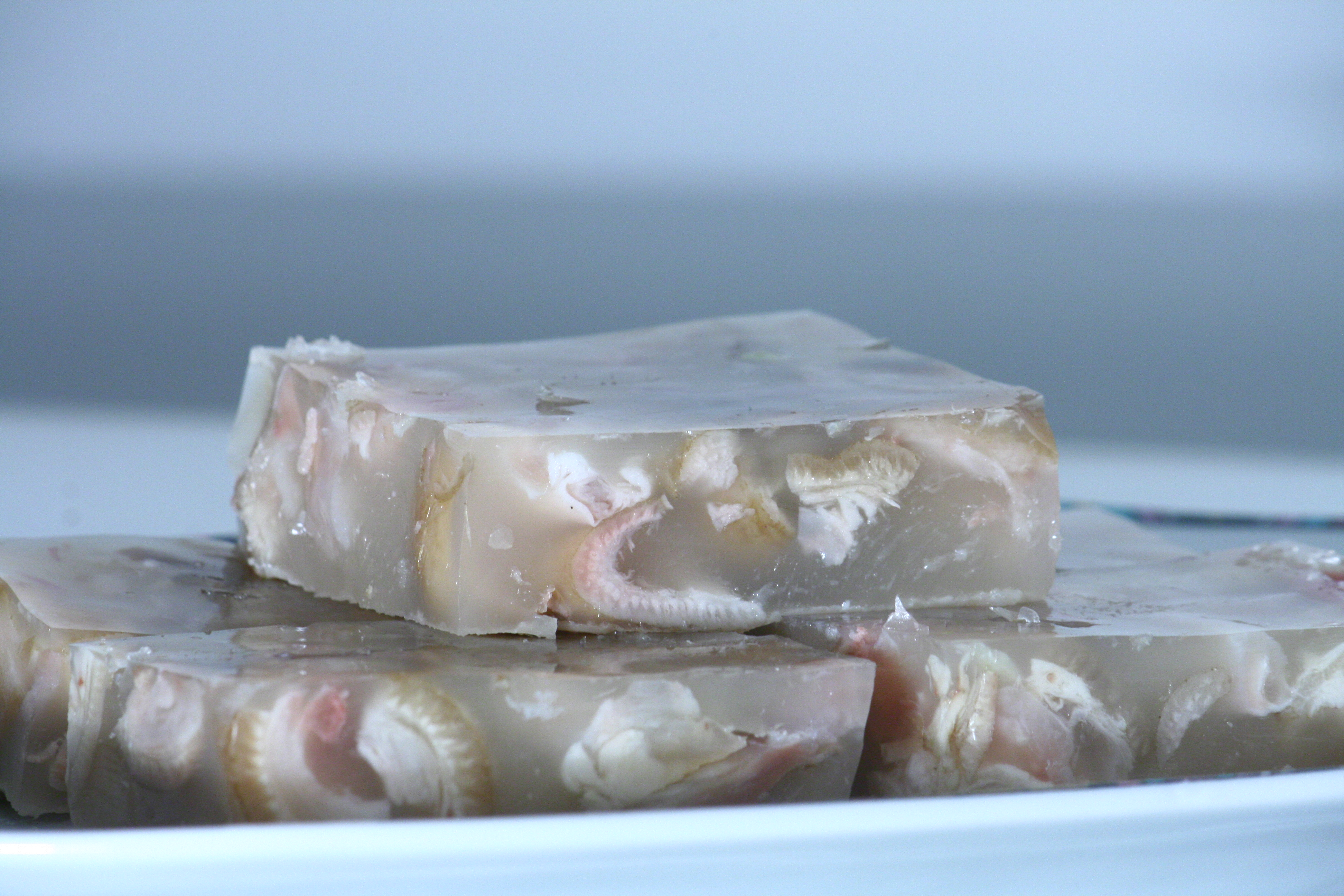
مكعبات البختيجي

يعتبر طبق بختيجي (بالأبجدبة السيريلية الصربية: пихтије) أو بفتيجا (بالمقدونية: пивтија) أو باتشا (بالبلغارية: пача) أو بيفتي "piftie" أو رتشيتورا "răcitură" بالرومانية، طبق أشبه بالأسبك، مصنوع عامةً من لحم الخنزير منخفض التكلفة، مثل الرأس، السيقان أو العراقيب في شكل كعكة جيلاتينية شبه متسقة. وفي بعض الأصناف، يستخدم الدجاج بدلاً من لحم الخنزير. بعض الوصفات تشمل أيضاً اللحوم المدخنة.
يمثل البختيجي عادةً مكوناً واحداً فقط من الوجبة التقليدية (أو من المقبلات)، على الرغم من أنه يمكن تقديمه كطبق رئيسي. كما أنه عادة ما يكون مصحوباً بالراكيا الباردة (نوع من براندي شيڤاڤيتشا "šljivovica" القوي أو مع براندي المشمش الشائع، لكن براندي السفرجل قد يقدم أحياناً) إضافةً إلى التورشيا "turšija" (مخلل بارد، مكون عادةً من فجل حار، فلفل حلو، فلفل حار، طماطم خضراء وكرنب/ملفوف مخلل).
تتطلب الوصفة تنظيف اللحم وغسله ثم غليه لفترة قصيرة لا تزيد عن 5 إلى 10 دقائق. ثم تُغيّر المياه وتضاف الخضروات والتوابل (عادة الفلفل وأوراق الغار والبصل والجزر والكرفس). ثم يُطهى حتى يبدأ اللحم في الانفصال عن العظام من ذاته؛ بعد ذلك، تجرى إزالة العظام ويُصفى المرق ثم يسكب مع اللحم في أوعية مسطحة.
ثم يُضاف الثوم وكذلك شرائح رقيقة من الجزر أو الفلفل الأخضر، أو شيء مشابه كنوع من الزينة. بعدها يُترك في مكان بارد، مثل الثلاجة أو في الخارج إذا كان الطقس بارداً بما يكفي (يُعد ذلك طبق شتاء تقليدي). حتى يتحول إلى هلام بحيث يمكن تقطيعه إلى مكعبات (كثيراً ما يقال أن أطباق البختيجي الجيدة «تُقطع كالزجاج»). ويمكن الفلفل الأحمر المطحون المجفف (aleva paprika) على هذه المكعبات، حسب الرغبة، قبل تقديمها.
عادة ما يُقطع البختيجي ويقدم في مكعبات متساوية الحجم.
وكثيراً ما يُقدم خلال تقليد سلافا وغيرها من المناسبات الاحتفالية لدى الصرب.

### البختيجي في المطبخ الروماني والمولدوفي

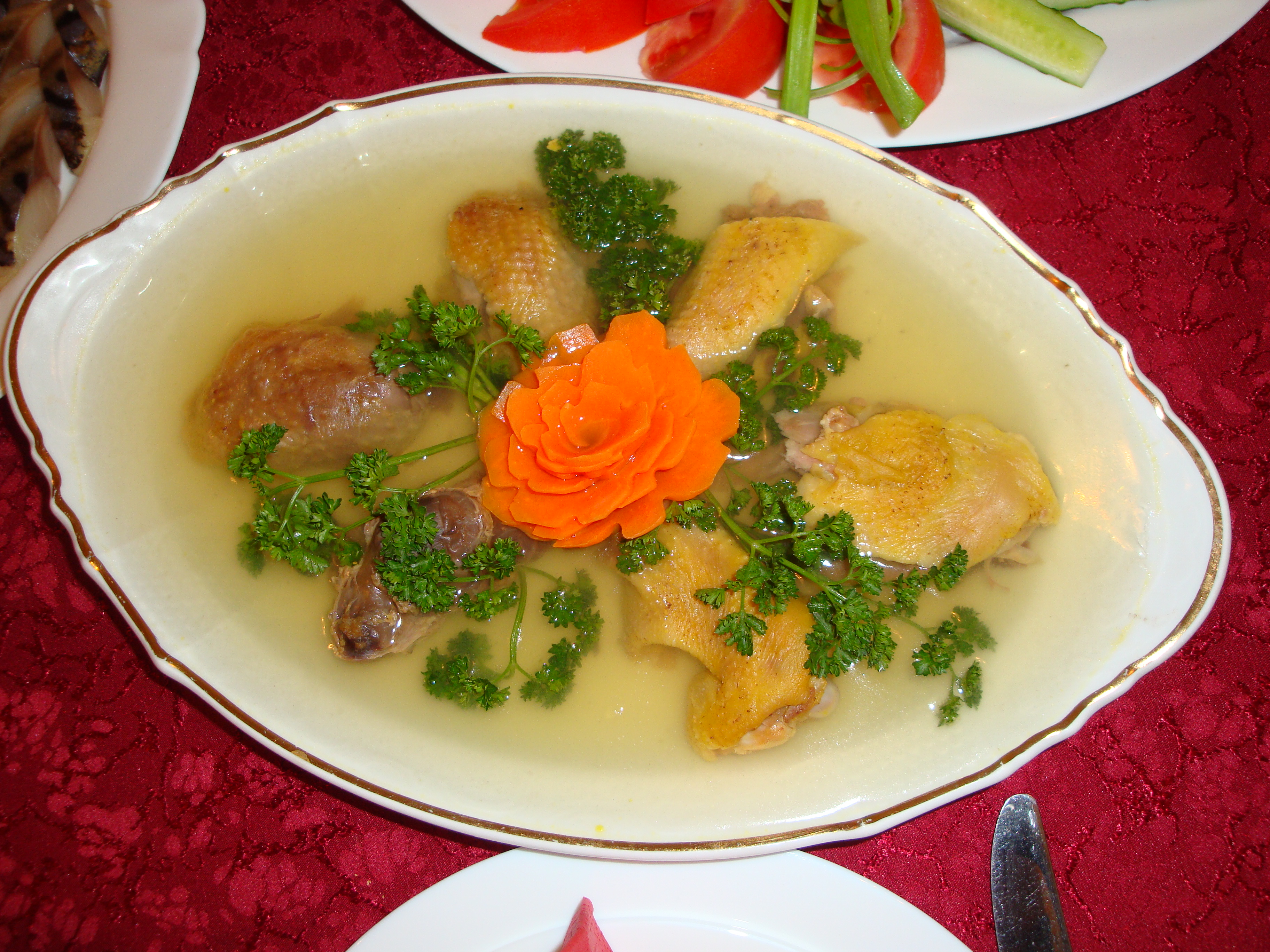
طبق رتشيتورا مصنوع من الدجاج من المطبخ المولدوفي

عادة ما يصنع البخيتجي الروماني والمولدوفي المسمى رتشيتورا (răcitură) مع أحشاء الخنزير المسلوقة بالثوم وأوراق الغار. وله طريقة تحضير مختلفة. فعادةً ما تُغلى أقدام الخنزير لصنع الحساء لأنها تحتوي على الكثير من الجيلاتين أكثر من أي جزء آخر من لحوم الخنزير، ثم يبرد الخليط ليتحول إلى هلام ويضاف الثوم عادة. ويُقدم كطبق تقليدي في عيد الغطاس.

## الأطباق المماثلة عالمياً

### آسيا

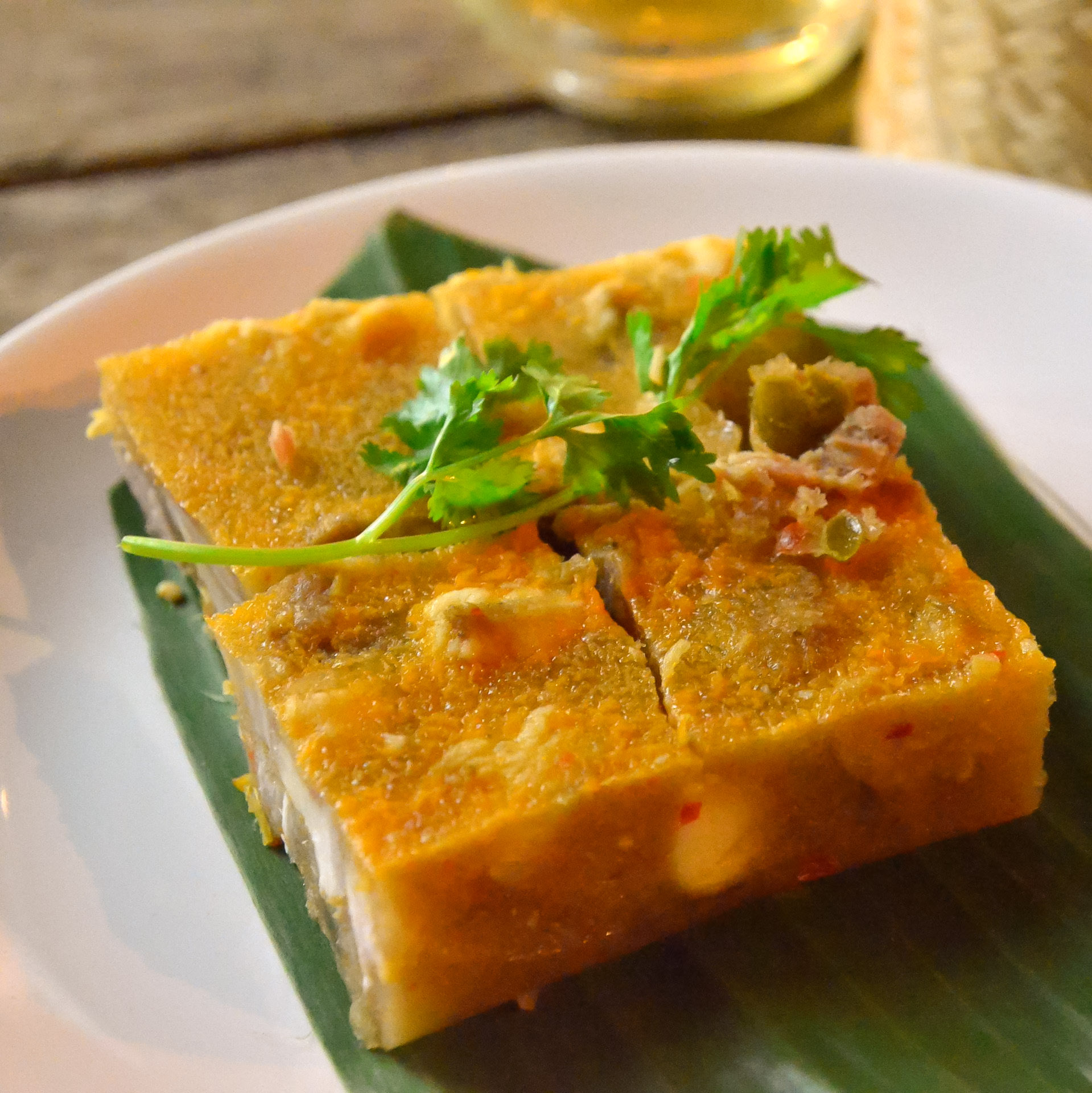
ينفرد شمال تايلاند بطبق أسبك الكاري التايلندي

#### كوريا
طبق جوكبيون (족편) عبارة عن طبق يجرى تحضيره عن طريق غلي أقدام البقرة الغليان أو قطع اللحوم الأخرى التي تحتوي على نسبة عالية من الكولاجين، مثل رأس البقرة وجلدها وذيلها ورأس الخنزير، في الماء لفترة طويلة، بحيث يتحول السائل المطهو إلى مادة تشبه الهلام عند تبريده.

#### نيبال
يُعد هلام لحم الجاموس المعروف بين شعب النيوار في وادي كاتماندو في نيبال، باسم تا خا، أحد المكونات الرئيسية للمتذوقين خلال الأعياد الشتوية. ويؤكل مع أسبك السمك (سانيا خونا)، المصنوع من السمك المجفف ومرق لحم الجاموس المملح الحامض الذي يحتوي على مزيج كبير من البهارات والتوابل.

### أوروبا، روسيا

#### أوروبا الشرقية

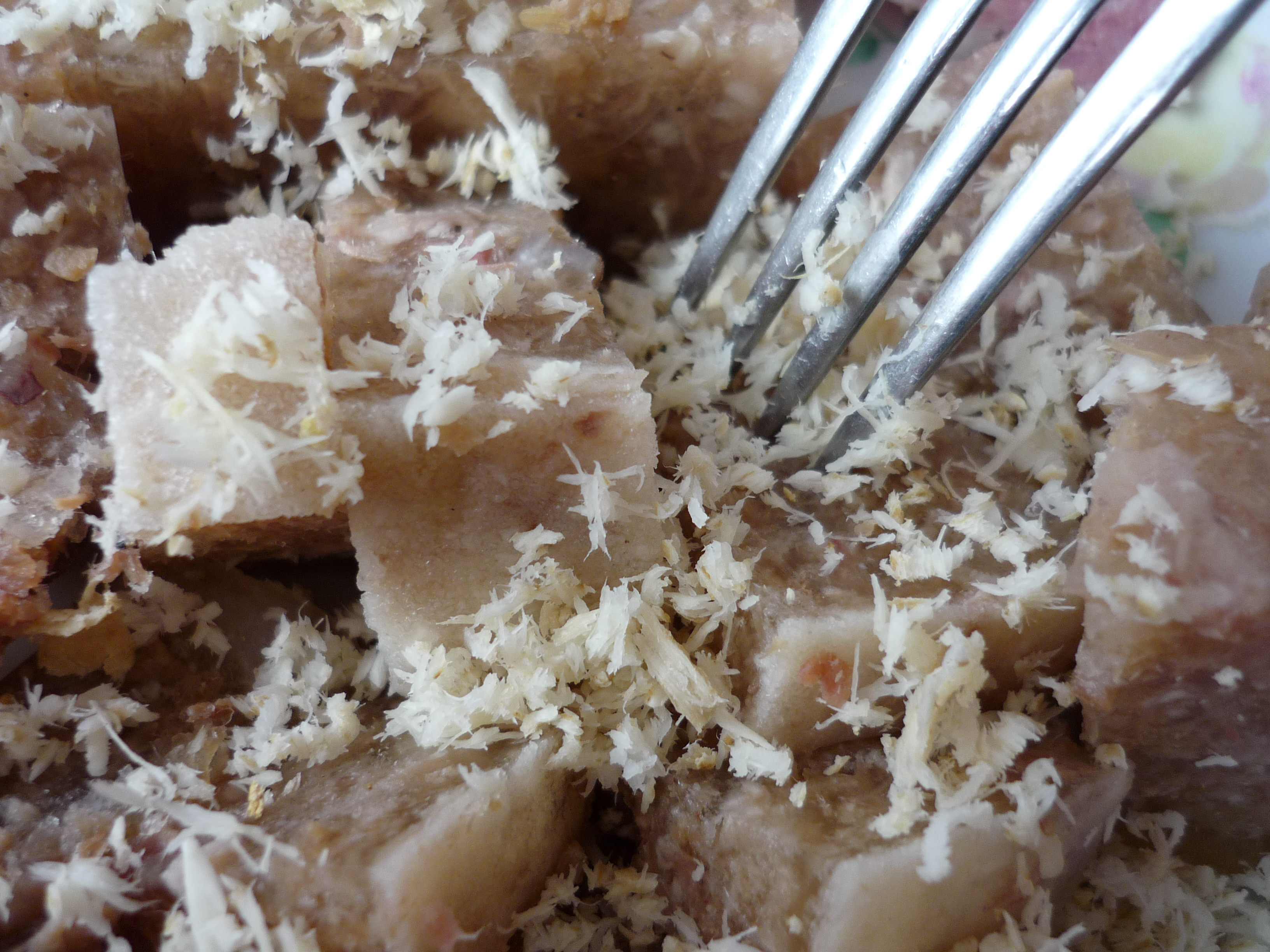
طبق خولوديتس مع الفجل الحار المفروم

في المطبخ البيلاروسي والروسي والأوكراني، يُطلق على طبق أسبك اللحم خولوديتس (بالبيلاروسية: халадзец، بالروسية: холодец، بالأوكرانية: холодець). في بعض أنحاء روسيا يطلق عليه ستودين (студень) وهو مشتق من جذر آخر له معنى مماثل. يعد الطبق جزءاً من وجبات عطلات الأعياد الشتوية، على الرغم من أن الثلاجات الحديثة تسمح بطهيه على مدار السنة وليس غريباً رؤية طبق الخولوديتس على مائدة روسية صيفاً. ومع ذلك، لا يزال الخولوديتس بمثابة طبق تقليدي في احتفال العام الجديد في روسيا وعادة ما يؤكل مع طبق تشرِن (عجينة الفجل الحار) أو الخردل. في أوروبا الوسطى والشرقية والشمالية، غالباً ما يأخذ الأسبك شكل هلام لحم الخنزير وهو أمر شائع في عطلات عيد الميلاد وعيد الفصح. وتسمى النسخة الجورجية منه باسم موجوجي (მუჟუჟი). وفي بولندا تغمر بعض أنواع اللحوم والأسماك والخضروات في الهلام، مما يشكل طبقاً يعرف باسم يسمى غلاريتا.
عادة ما صنع طبق الخولوديتس عن طريق غلي العظام واللحوم من 5-8 ساعات لإنتاج مرق دهني، مخلوط بالملح والفلفل والتوابل الأخرى. بعد الغلي، تفصل اللحوم عن العظام وتفرم إلى قطع صغيرة، ثم تغمر مجدداً في المرق وتترك تبرد حتى تتصلب إلى هلام.

#### كرواتيا
المثيل الكرواتي لهذا الطبق يسمى هلادتينا "hladetina" (هلادنو "hladno" تعني البرد). تتراوح وتتعدد الأنواع منه من نوع يُقدم في طبق مع الكثير من الجيلاتين شديد أو خفيف التخثر إلى حد ما، إلى طبق تلاتشنيتسا "tlačenica" الذي يشبه إلى حد كبير طبق زولتسه "Sülze" الألماني، نوع من الهدشيز (نوع من لحم رأس الخنزير).

#### سلوفينيا
في سلوفينيا، يُعرف الأسبك باسم زولتسا "žolca"، الذي يُجرى تقديمه كطبق تقليدي في عيد الفصح. وأصل الكلمة مشتق من "Sülze" الألمانية، التي تعني في الأصل لحم الهدشيز (المعروف باسم تلاتسينكا "tlačenka" بالسلوفينية).

#### الدنمارك
في الدنمارك، يُطلق على الأسبك اسم سكاي ويُقدم عادةً على وجه الشطائر المفتوحة وهو مصنوع من عصارة اللحم والجيلاتين وأحياناً يُضاف معه عيش الغراب. تستخدم أغلب أطباق سكاي تقريباً في الشطائر الدنماركية المفتوحة، المسماة سموربرود "smørrebrød" حيث تُقدم فوق اللانشون. وتُعتبر جزء هام بشكل خاص في شطائر دريلنس ناتماد "Dyrlægens natmad" (وجبة خفيفة في منتصف الليل للبيطريين)، كما تُستخدم مع ليفر باتيه "leverpostej" (شرائح اللحم البقري المملح مع البصل). وتوضع أيضاً على لانشون روليبولسه "rullepølse". ويمكن العثور على منتج سكاي (مع فطر عيش الغراب أو بدونه) بكل سهولة في جميع محلات السوبر ماركت.

## وصلات خارجية
- الطعام والثقافة: الجيلاتين[وصلة مكسورة]
- أسبك لحم الخنزير اللاتيفي
- أسبك اللحم الروسي